# Liste mongolischer Epen
Dies ist eine Liste mongolischer Epen. Zu den bekanntesten mongolischen Epen zählen das Geser-Khan-Epos (bzw. die in zahlreichen Versionen verbreiteten epischen Zyklen), das Bum erdeni und das Jianggar (Kalmücken).
Das Geser-Epos und das Jianggar (bzw. Dschangar/Dshangar/Janggar/Jangar/Jiangyar/Җанhр/江格尔 u. a.)-Epos stehen auf der Liste des immateriellen Kulturerbes der Volksrepublik China.
Rinchindorji zufolge wurden neben Jianggar und Geser mehr als 550 mongolische Epen und Varianten von kleiner und mittlerer Länge aufgezeichnet.

## Übersicht
- Ordos Geser
- Oirat Geser
- Zaya-in Geser
- Usutu Zuu-in Geser
- Ling Geser
- Nomchi Hatun Geser
- Beijing Modon Bar Geser
- Long Fu Si Geser
- Pajai Geser Un Tooji
- Abay Geser Hübegün
- Jianggar
- Gurban Nasutai Gunagan Ulagan Bagatur
- Altan Galagu Hüü
- Aburaltu Khan
- Bayan Bolod Ebügen
- Ajig Teneg Bagatur
- Sireetü Mergen
- Batu Uljei Bagatur
- Silin Galjuu Bagatur
- Asar Chagan Haiching
- Silin Galjuu. Bagatur
- Aguula Khan

## Video
- Performance of the Mongolian epic of Jangar (unesco.org)